# Postępy Astronomii
Postępy Astronomii – kwartalnik powstały w 1953 roku z inicjatywy Stefana Piotrowskiego jako czasopismo dla profesjonalnych astronomów polskich. Wydawcą pisma było Polskie Towarzystwo Astronomiczne. Pismo miało na celu zamieszczanie prac badawczych (w języku polskim) oraz prac o charakterze przeglądowym.  
W sytuacji rozwoju internetu, czyli łatwego dostępu do literatury światowej oraz tendencji do publikowania prac astronomicznych wyłącznie w języku angielskim, formuła założeniowa pisma wyczerpała się. W 1991 roku pismo zostało przekształcone w pismo popularnonaukowe, wydawane nadal jako kwartalnik. W 1998 roku pismo połączyło się z pismem „Urania”, wydawanym przez Polskie Towarzystwo Miłośników Astronomii, i powstało nowe pismo popularnonaukowe, „Urania – Postępy Astronomii”, wychodzące obecnie jako dwumiesięcznik.